# Ustilago drakensbergiana
Ustilago drakensbergiana är en svampart som beskrevs av Vánky 1999. Ustilago drakensbergiana ingår i släktet Ustilago och familjen Ustilaginaceae.   Inga underarter finns listade i Catalogue of Life.